# Le Talisman (film)
Pour les articles homonymes, voir Talisman (homonymie).
Pour plus de détails, voir Fiche technique et Distribution.
Le Talisman (天脈傳奇, Tian mai chuan qi) est un film hongkongais et taïwanais réalisé par Peter Pau, sorti en 2002.

## Synopsis
Yin Fay (Michelle Yeoh) est une acrobate de cirque qui se produit partout dans le monde avec sa famille. Une vieille croyance refait soudainement surface, et Yin doit partir à la recherche d'une relique sacrée. Bien sûr, elle n'est pas la seule que ce trésor intéresse...

## Fiche technique
- Titre : Le Talisman
- Titre original : 天脈傳奇 (Tian mai chuan qi)
- Réalisation : Peter Pau
- Scénario : Julien Carbon, Thomas Chung, Laurent Courtiaud, Peter Pau, Michelle Yeoh et J. D. Zeik
- Musique : Basil Poledouris
- Photographie : Peter Pau
- Montage : Marshall Harvey
- Production : Thomas Chung, Fengjun Gao et Michelle Yeoh
- Société de production : Aruze, China Film Co-Production Corporation, Han Entertainment, Media Asia Films, Mythical Films, Pandasia Entertainment et Tianjin Film Studio
- Pays :  Chine,  Hong Kong,  Taïwan et  Japon
- Genre : Action, aventure et romance
- Lieux de tournage :  Chine et  Malaisie
- Durée : 103 minutes
  -  Hong Kong : 1er août 2002
  -  France : 13 août 2003

## Distribution
- Michelle Yeoh (V.F.: Françoise Cadol) : Yin Fay
- Ben Chaplin (V.F.: Emmanuel Curtil) : Eric
- Richard Roxburgh : Karl
- Sihung Lung : Le moine Dun Huang
- Brandon Chang (V.F.: Damien Witecka) : Pak Yeuk Tong
- Margaret Wang (V.F.: Adeline Chetail) : Lily
- Dane Cook : Bob
- Emmanuel Lanzi : Draco
- Kenneth Tsang : Ping
- Gabriel Harrison : Sam
- Winston Chao : Le père de Yin
- Zhenghai Kou : Silvio
- Hua Qin : Fat-Wah
- Sua Lang Rao Deng : Le moine - il y a 700 ans
- Dawangdui : Tibet Senior Lamas